# Wydział Sztuk Pięknych Akademii Sztuk w Bańskiej Bystrzycy
Wydział Sztuk Pięknych Akademii Sztuk w Bańskiej Bystrzycy (słow. Fakulta Výtvarných Umení Akadémi Umení v Banskej Bystrici) został założony 1 lipca 1997 roku. Obecnie (2012) dziekanem wydziału jest doc. Juraj Sapara.

## Katedry wydziału[3]
- Katedra grafiki
- Katedra intermediów i mediów cyfrowych
- Katedra malarstwa
- Katedra rzeźby
- Katedra teorii i historii sztuk pięknych